# لوئی-کریستف زالنسکی-زامنهوف
لوئی-کریستف زالنسکی-زامنهوف (زادهٔ ۲۳ ژانویهٔ ۱۹۲۵ - درگذشتهٔ ۹ اکتبرِ ۲۰۱۹ در ورشو)، نوهٔ دکتر لودویک زامنهوف، سازندهٔ زبانِ بین‌المللی اسپرانتو بود. وی اسپرانتیست بوده و مدرک دکترای ساخت‌و‌ساز در دریا و خشکی را داشته‌است.
وی همراه با مادرش، به‌طور معجزه‌آسایی از دست نازی‌ها با نامِ کاذبِ کریستف زالنسکی گریخت، و این نام را در کنار نام واقعی‌اش برای یادگاری از آن دوران حفظ کرد.
وی در خاطره‌ای تعریف کرد که در آن دوران در یک مزرعهٔ گوجه فرنگی با فردی لهستانی مشغول به کار بود، که اتفاقاً او نیز اسپرانتیست بود و می‌خواست اسپرانتو را به او بیاموزد، و زمانی که از او پرسید «اسپرانتو را می‌شناسی؟» وی درجواب گفت: اوه، بله، پدربزرگم آن را اختراع کرده.» لوئی-کریستف در پی این پاسخ خود ترسید که مبادا به این دلیل جان‌اش را به خطر انداخته باشد، ولی خوش‌بختانه چنین چیزی اتفاق نیفتاد.
دکتر لوئی-کریستف زالنسکی-زامنهوف از دههٔ ۱۹۶۰ تا پایان عمر خویش در فرانسه سکونت داشت.
وی بر یکی از کتاب‌هایی که در مورد زندگی پدربزرگ‌اش، دکتر لودویک زامنهوف نوشته شده‌است، مقدمه‌ای جذاب نگاشته‌است.

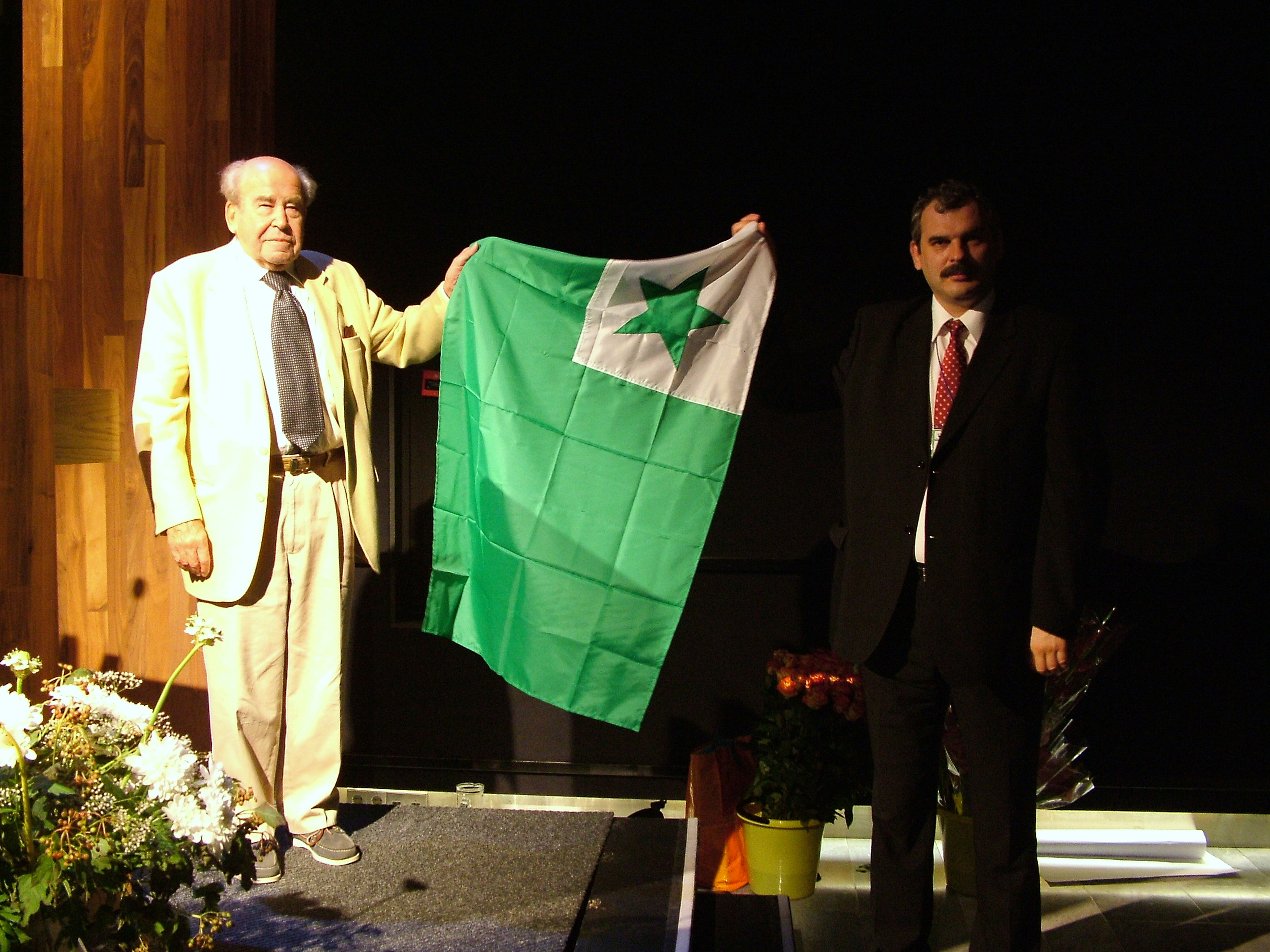
لوئی-کریستف زالنسکی-زامنهوف (سمت چپ) همراه با شهردار بیالیستوک، زادگاه دکتر لودویک زامنهوف مخترع زبان اسپرانتو، در همایش جهانی اسپرانتو که در سال ۲۰۰۸ در لهستان برگزار شد، پرچم اسپرانتو را در دست دارد.

وی در سخنرانی خود در هشتادوششمین همایش جهانی اسپرانتو که در سال ۲۰۰۱ در زاگرب برگزار شد، گفت:
«شما برای بحث درمورد «گفت‌وگوی بین فرهنگ‌ها» به اینجا آمده‌اید، که در واقع نیاز به آن الهام‌بخش مبدع زبان بین‌المللی اسپرانتو (دکتر لودویک زامنهوف) بوده‌است.»
هنگامی که بنیاد اسپرانتو در بیالیستوک مدال تساهل (Medalo de Toleremo) را به پاپ ژان پل دوم اهدا کرد، لوئی-کریستف زالنسکی-زامنهوف به عنوان مأمور اهدای این جایزه به پاپ انتخاب شده‌بود. وی این مدال را در ۱۰ ژوئنِ ۱۹۹۹ هنگام بازدید تاریخی پاپ از لهستان به او اهدا کرد.